# گامالیل (آرکانزاس)
گامالیل (به انگلیسی: Gamaliel) یک منطقهٔ مسکونی در ایالات متحده آمریکا است که در شهرستان بکستر، آرکانزاس واقع شده‌است. گامالیل ۲۷۴٫۹۳ متر بالاتر از سطح دریا واقع شده‌است.